# Coppa del Mondo di sci alpinismo
La Coppa del Mondo di sci alpinismo è il circuito internazionale di gare di sci alpinismo organizzato dall'International Ski Mountaineering Federation (ISMF), a partire dalla stagione 2004. Fino al 2008 l'organizzazione è stata a cura dell'"International Council for Ski Mountaineering Competitions" (ISMC), organismo membro dell'UIAA, poi confluito nell'ISMF.

## Classifica generale

### Uomini
| Stagione | Vincitore               | Secondo                     | Terzo                   |
| -------- | ----------------------- | --------------------------- | ----------------------- |
| 2006     | Guido Giacomelli        | Grégory Gachet              | Florent Perrier         |
| 2007     | Dennis Brunod           | Manfred Reichegger          | Guido Giacomelli        |
| 2008     | Dennis Brunod           | Manfred Reichegger          | Florent Perrier         |
| 2009     | Manfred Reichegger      | Denis Trento                | Kílian Jornet i Burgada |
| 2010     | Florent Troillet        | Manfred Reichegger          | Kílian Jornet i Burgada |
| 2011     | Kílian Jornet i Burgada | William Bon Mardion         | Robert Antonioli        |
| 2012     | Kílian Jornet i Burgada | William Bon Mardion         | Manfred Reichegger      |
| 2013     | William Bon Mardion     | Mathéo Jacquemoud           | Manfred Reichegger      |
| 2014     | Damiano Lenzi           | Kílian Jornet i Burgada     | William Bon Mardion     |
| 2015     | Damiano Lenzi           | Robert Antonioli            | Matteo Eydallin         |
| 2016     | Michele Boscacci        | Robert Antonioli            | Anton Palzer            |
| 2017     | Robert Antonioli        | Michele Boscacci            | Damiano Lenzi           |
| 2018     | Michele Boscacci        | Robert Antonioli            | Oriol Cardona Coll      |
| 2019     | Robert Antonioli        | Anton Palzer                | Michele Boscacci        |
| 2020     | Robert Antonioli        | Davide Magnini              | Werner Marti            |
| 2021     | Robert Antonioli        | Thibaut Anselmet            | Davide Magnini          |
| 2022     | Michele Boscacci        | Thibaut Anselmet            | Oriol Cardona Coll      |
| 2023     | Thibaut Anselmet        | Maximilien Drion du Chapois | Rémi Bonnet             |
| 2024     | Thibaut Anselmet        | Maximilien Drion du Chapois | Rémi Bonnet             |
| 2025     | Thibaut Anselmet        | Maximilien Drion du Chapois | Rémi Bonnet             |

### Donne
| Stagione | Vincitrice              | Seconda                 | Terza                     |
| -------- | ----------------------- | ----------------------- | ------------------------- |
| 2006     | Francesca Martinelli    | Catherine Mabillard     | Gabrielle Magnenat        |
| 2007     | Roberta Pedranzini      | Francesca Martinelli    | Corinne Favre             |
| 2008     | Roberta Pedranzini      | Francesca Martinelli    | Laetitia Roux             |
| 2009     | Laetitia Roux           | Roberta Pedranzini      | Francesca Martinelli      |
| 2010     | Roberta Pedranzini      | Francesca Martinelli    | Mireia Miró Varela        |
| 2011     | Nathalie Etzensperger   | Laetitia Roux           | Mireia Miró Varela        |
| 2012     | Laetitia Roux           | Mireia Miró Varela      | Maude Mathys              |
| 2013     | Laetitia Roux           | Gloriana Pellissier     | Maude Mathys              |
| 2014     | Laetitia Roux           | Maude Mathys            | Sophie Desautoir Bertrand |
| 2015     | Laetitia Roux           | Axelle Gachet-Mollaret  | Emelie Forsberg           |
| 2016     | Laetitia Roux           | Claudia Galicia Cotrina | Jennifer Fiechter         |
| 2017     | Laetitia Roux           | Axelle Gachet-Mollaret  | Claudia Galicia Cotrina   |
| 2018     | Axelle Gachet-Mollaret  | Laetitia Roux           | Alba De Silvestro         |
| 2019     | Claudia Galicia Cotrina | Nahia Quincoces Altuna  | Alba De Silvestro         |
| 2020     | Marianne Fatton         | Alba De Silvestro       | Ilaria Veronese           |
| 2021     | Axelle Gachet-Mollaret  | Tove Alexandersson      | Marta Garcia Farres       |
| 2022     | Emily Harrop            | Axelle Gachet-Mollaret  | Giulia Murada             |
| 2023     | Emily Harrop            | Giulia Murada           | Célia Perillat-Pessey     |
| 2024     | Emily Harrop            | Célia Perillat-Pessey   | Alba De Silvestro         |
| 2025     | Emily Harrop            | Célia Perillat-Pessey   | Ana Alonso Rodriguez      |

## Classifiche di specialità

### Uomini

#### Individuale
| Stagione | Vincitore               | Secondo                 | Terzo                       |
| -------- | ----------------------- | ----------------------- | --------------------------- |
| 2007     | Dennis Brunod           | Manfred Reichegger      | Florent Troillet            |
| 2008     | Florent Perrier         | Dennis Brunod           | Kílian Jornet i Burgada     |
| 2009     | Kílian Jornet i Burgada | Manfred Reichegger      | Yannick Buffet              |
| 2010     | Kílian Jornet i Burgada | Florent Troillet        | Manfred Reichegger          |
| 2011     | Kílian Jornet i Burgada | William Bon Mardion     | Martin Anthamatten          |
| 2012     | William Bon Mardion     | Kílian Jornet i Burgada | Manfred Reichegger          |
| 2013     | Mathéo Jacquemoud       | William Bon Mardion     | Matteo Eydallin             |
| 2014     | William Bon Mardion     | Kílian Jornet i Burgada | Damiano Lenzi               |
| 2015     | William Bon Mardion     | Xavier Gachet           | Kílian Jornet i Burgada     |
| 2016     | Kílian Jornet i Burgada | Michele Boscacci        | Anton Palzer                |
| 2017     | Matteo Eydallin         | Robert Antonioli        | Damiano Lenzi               |
| 2018     | Robert Antonioli        | Michele Boscacci        | Xavier Gachet               |
| 2019     | Robert Antonioli        | Matteo Eydallin         | Matteo Eydallin             |
| 2020     | Robert Antonioli        | Davide Magnini          | Matteo Eydallin             |
| 2021     | Matteo Eydallin         | Davide Magnini          | Robert Antonioli            |
| 2022     | Xavier Gachet           | Matteo Eydallin         | William Bon Mardion         |
| 2023     | Rémi Bonnet             | Thibaut Anselmet        | Matteo Eydallin             |
| 2024     | Rémi Bonnet             | Xavier Gachet           | Maximilien Drion du Chapois |
| 2025     | Rémi Bonnet             | Paul Verbnjak           | Xavier Gachet               |

#### Vertical
| Stagione | Vincitore               | Secondo                     | Terzo                   |
| -------- | ----------------------- | --------------------------- | ----------------------- |
| 2013     | William Bon Mardion     | Martin Anthamatten          | Damiano Lenzi           |
| 2014     | Damiano Lenzi           | Mathéo Jacquemoud           | Kílian Jornet i Burgada |
| 2015     | Kílian Jornet i Burgada | Anton Palzer                | Damiano Lenzi           |
| 2016     | Kílian Jornet i Burgada | Remi Bonnet                 | Anton Palzer            |
| 2017     | Damiano Lenzi           | Werner Marti                | Kílian Jornet i Burgada |
| 2018     | Anton Palzer            | Michele Boscacci            | Werner Marti            |
| 2019     | Werner Marti            | Anton Palzer                | Robert Antonioli        |
| 2020     | Werner Marti            | Rémi Bonnet                 | Robert Antonioli        |
| 2021     | Thibaut Anselmet        | Werner Marti                | Davide Magnini          |
| 2022     | Rémi Bonnet             | Werner Marti                | Federico Nicolini       |
| 2023     | Rémi Bonnet             | Maximilien Drion du Chapois | Thibaut Anselmet        |
| 2024     | Rémi Bonnet             | Werner Marti                | Thibaut Anselmet        |
| 2025     | Rémi Bonnet             | Maximilien Drion du Chapois | Aurélien Gay            |

#### Sprint
| Stagione | Vincitore          | Secondo            | Terzo            |
| -------- | ------------------ | ------------------ | ---------------- |
| 2013     | Josef Rottmoser    | Marcel Marti       | Robert Antonioli |
| 2015     | Robert Antonioli   | Josef Rottmoser    | Michele Boscacci |
| 2016     | Robert Antonioli   | Anton Palzer       | Iwan Arnold      |
| 2017     | Robert Antonioli   | Michele Boscacci   | Iwan Arnold      |
| 2018     | Michele Boscacci   | Nicolò Canclini    | Iwan Arnold      |
| 2019     | Iwan Arnold        | Robert Antonioli   | Daniel Zugg      |
| 2020     | Iwan Arnold        | Robert Antonioli   | Arno Lietha      |
| 2021     | Arno Lietha        | Thibaut Anselmet   | Nicolò Canclini  |
| 2022     | Arno Lietha        | Oriol Cardona Coll | Hans-Inge Klette |
| 2023     | Arno Lietha        | Iwan Arnold        | Thibaut Anselmet |
| 2024     | Thibaut Anselmet   | Oriol Cardona Coll | Arno Lietha      |
| 2025     | Oriol Cardona Coll | Jon Kistler        | Thibaut Anselmet |

### Donne

#### Individuale
| Stagione | Vincitrice             | Seconda                | Terza                     |
| -------- | ---------------------- | ---------------------- | ------------------------- |
| 2007     | Roberta Pedranzini     | Gloriana Pellissier    | Laetitia Roux             |
| 2008     | Laetitia Roux          | Roberta Pedranzini     | Francesca Martinelli      |
| 2009     | Laetitia Roux          | Mireia Miró Varela     | Roberta Pedranzini        |
| 2010     | Roberta Pedranzini     | Mireia Miró Varela     | Francesca Martinelli      |
| 2011     | Mireia Miró Varela     | Laetitia Roux          | Natalie Etzensperger      |
| 2012     | Laetitia Roux          | Mireia Miró Varela     | Maude Mathys              |
| 2013     | Laetitia Roux          | Gloriana Pellissier    | Maude Mathys              |
| 2014     | Laetitia Roux          | Maude Mathys           | Sophie Desautoir Bertrand |
| 2015     | Laetitia Roux          | Axelle Gachet-Mollaret | Jennifer Fiechter         |
| 2016     | Laetitia Roux          | Jennifer Fiechter      | Claudia Galicia Cotrina   |
| 2017     | Laetitia Roux          | Axelle Gachet-Mollaret | Katia Tomatis             |
| 2018     | Axelle Gachet-Mollaret | Laetitia Roux          | Alba De Silvestro         |
| 2019     | Axelle Gachet-Mollaret | Alba De Silvestro      | Claudia Galicia Cotrina   |
| 2020     | Alba De Silvestro      | Marianne Fatton        | Axelle Gachet-Mollaret    |
| 2021     | Axelle Gachet-Mollaret | Tove Alexandersson     | Alba De Silvestro         |
| 2022     | Axelle Gachet-Mollaret | Emily Harrop           | Alba De Silvestro         |
| 2023     | Axelle Gachet-Mollaret | Giulia Murada          | Alba De Silvestro         |
| 2024     | Emily Harrop           | Alba De Silvestro      | Axelle Gachet-Mollaret    |
| 2025     | Axelle Gachet-Mollaret | Emily Harrop           | Alba De Silvestro         |

#### Vertical
| Stagione | Vincitrice             | Seconda                 | Terza                     |
| -------- | ---------------------- | ----------------------- | ------------------------- |
| 2013     | Laetitia Roux          | Gloriana Pellissier     | Maude Mathys              |
| 2014     | Laetitia Roux          | Maude Mathys            | Sophie Desautoir Bertrand |
| 2015     | Laetitia Roux          | Victoria Kreuzer        | Axelle Gachet-Mollaret    |
| 2016     | Victoria Kreuzer       | Laetitia Roux           | Laura Orguè Vila          |
| 2017     | Axelle Gachet-Mollaret | Emelie Forsberg         | Katia Tomatis             |
| 2018     | Axelle Gachet-Mollaret | Claudia Galicia Cotrina | Katia Tomatis             |
| 2019     | Victoria Kreuzer       | Nahia Quincoces Altuna  | Axelle Gachet-Mollaret    |
| 2020     | Victoria Kreuzer       | Alba De Silvestro       | Marianne Fatton           |
| 2021     | Axelle Gachet-Mollaret | Tove Alexandersson      | Victoria Kreuzer          |
| 2022     | Axelle Gachet-Mollaret | Emily Harrop            | Sarah Dreier              |
| 2023     | Sarah Dreier           | Axelle Gachet-Mollaret  | Giulia Murada             |
| 2024     | Sarah Dreier           | Alba De Silvestro       | Emily Harrop              |
| 2025     | Emily Harrop           | Axelle Gachet-Mollaret  | Alba De Silvestro         |

#### Sprint
| Stagione | Vincitrice       | Seconda                 | Terza                   |
| -------- | ---------------- | ----------------------- | ----------------------- |
| 2013     | Mireille Richard | Nina Silitch            | Emilie Gex-Fabry        |
| 2015     | Laetitia Roux    | Elena Nicolini          | Emelie Forsberg         |
| 2016     | Laetitia Roux    | Marta Garcia Farres     | Claudia Galicia Cotrina |
| 2017     | Laetitia Roux    | Claudia Galicia Cotrina | Marta Garcia Farres     |
| 2018     | Laetitia Roux    | Marianne Fatton         | Marta Garcia Farres     |
| 2019     | Marianne Fatton  | Claudia Galicia Cotrina | Marta Garcia Farres     |
| 2020     | Marianne Fatton  | Marianna Jagercikova    | Déborah Chiarello       |
| 2021     | Marianne Fatton  | Marta Garcia Farres     | Mara Martini            |
| 2022     | Emily Harrop     | Marianna Jagercikova    | Lena Bonnel             |
| 2023     | Emily Harrop     | Célia Perillat-Pessey   | Marianna Jagercikova    |
| 2024     | Emily Harrop     | Célia Perillat-Pessey   | Marianne Fatton         |
| 2025     | Emily Harrop     | Marianne Fatton         | Ana Alonso Rodriguez    |

## Vincitori di gare di Coppa del Mondo

### Uomini
Dati aggiornati al 13 aprile 2025
     Scialpinisti in attività
Si elencano solamente gli atleti con almeno 5 vittorie in carriera.
| Pos. | Nome atleta           | Carriera | Coppa del Mondo | Coppa del Mondo | Coppa del Mondo | Totale |
| Pos. | Nome atleta           | Carriera | Individuale     | Vertical        | Sprint          | Totale |
| ---- | --------------------- | -------- | --------------- | --------------- | --------------- | ------ |
| 1    | Kilian Jornet Burgada | –        | 17              | 11              | –               | 28     |
| 2    | Rémi Bonnet           | –        | 11              | 15              | –               | 26     |
| 3    | Robert Antonioli      | –        | 9               | 1               | 6               | 16     |
| 4    | Oriol Cardona Coll    | –        | –               | –               | 11              | 11     |
| 5    | Matteo Eydallin       | –        | 10              | –               | –               | 10     |
|      | Arno Lietha           | –        | –               | –               | 10              | 10     |
| 7    | William Bon Mardion   | –        | 9               | –               | –               | 9      |
| 8    | Anton Palzer          | –        | 3               | 4               | 1               | 8      |
| 9    | Michele Boscacci      | –        | 3               | –               | 3               | 6      |
|      | Xavier Gachet         | –        | 6               | –               | –               | 6      |
| 11   | Werner Marti          | –        | –               | 5               | –               | 5      |
|      | Florent Troillet      | –        | 5               | –               | –               | 5      |
|      | Thibault Anselmet     | –        | 1               | –               | 4               | 5      |

### Donne
Dati aggiornati al 13 aprile 2025
     Scialpiniste in attività
Si elencano solamente le atlete con almeno 5 vittorie in carriera.
| Pos. | Nome atleta            | Carriera | Coppa del Mondo | Coppa del Mondo | Coppa del Mondo | Totale |
| Pos. | Nome atleta            | Carriera | Individuale     | Vertical        | Sprint          | Totale |
| ---- | ---------------------- | -------- | --------------- | --------------- | --------------- | ------ |
| 1    | Laetitia Roux          | –        |                 |                 |                 | 62     |
| 2    | Axelle Gachet-Mollaret | –        |                 |                 |                 | 42     |
| 3    | Emily Harrop           | –        | 3               | 1               | 19              | 23     |
| 4    | Roberta Pedranzini     | –        |                 |                 |                 | 11     |
| 5    | Marianne Fatton        | –        | –               | –               | 7               | 7      |
| 6    | Mireia Mirò Varela     | –        |                 |                 |                 | 6      |
|      | Francesca Martinelli   | –        |                 |                 |                 | 6      |
| 8    | Victoria Kreuzer       | –        |                 |                 |                 | 5      |